# Communauté de communes de la Vallée d'Auge
La communauté de communes de la Vallée d'Auge est une ancienne communauté de communes française, située dans le département du Calvados et la région Normandie.

## Historique
La communauté de communes est créée par arrêté préfectoral du 14 décembre 2001, avec effet au 1er janvier 2002.
Le 1er janvier 2017, l'intercommunalité fusionne avec les communautés de communes Lintercom Lisieux - Pays d'Auge - Normandie, du Pays de Livarot, du Pays de l'Orbiquet et des Trois Rivières pour former la communauté d'agglomération Lisieux Normandie, à l'exception de la commune de Condé-sur-Ifs qui intègre la communauté de communes du Val ès Dunes.

## Composition
Elle était composée de vingt communes du canton de Mézidon-Canon :
| Nom                    | Code Insee | Gentilé                 | Superficie (km2) | Population (dernière pop. légale) | Densité (hab./km2) |
| ---------------------- | ---------- | ----------------------- | ---------------- | --------------------------------- | ------------------ |
| Mézidon-Canon (siège)  | 14431      | Mézidonnais et Canonais | 10,92            | 4 780 (2021)                      | 438                |
| Les Authieux-Papion    | 14031      |                         | 4,28             | 62 (2021)                         | 14                 |
| Biéville-Quétiéville   | 14527      |                         | 20,10            | 363 (2021)                        | 18                 |
| Bissières              | 14075      | Bissiérois              | 1,55             | 175 (2019)                        | 113                |
| Castillon-en-Auge      | 14141      | Castillonais            | 7,23             | 170 (2014)                        | 24                 |
| Condé-sur-Ifs          | 14173      |                         | 11,34            | 498 (2014)                        | 44                 |
| Coupesarte             | 14189      |                         | 4,47             | 42 (2021)                         | 9,4                |
| Crèvecœur-en-Auge      | 14201      | Crévigoriens            | 2,15             | 474 (2021)                        | 220                |
| Croissanville          | 14208      | Croissanvillais         | 4,41             | 528 (2021)                        | 120                |
| Grandchamp-le-Château  | 14313      |                         | 3,45             | 83 (2021)                         | 24                 |
| Lécaude                | 14359      |                         | 8,14             | 129 (2021)                        | 16                 |
| Magny-la-Campagne      | 14386      | Magnésiens              | 6,26             | 578 (2021)                        | 92                 |
| Magny-le-Freule        | 14387      | Magnyfreuliens          | 6,38             | 335 (2021)                        | 53                 |
| Méry-Corbon            | 14410      | Méry Corbonais          | 7,57             | 905 (2019)                        | 120                |
| Le Mesnil-Mauger       | 14422      |                         | 31,24            | 989 (2021)                        | 32                 |
| Monteille              | 14444      | Monteillais             | 4,53             | 151 (2021)                        | 33                 |
| Percy-en-Auge          | 14493      | Perciens                | 7,04             | 233 (2021)                        | 33                 |
| Saint-Julien-le-Faucon | 14600      | Fauconnais              | 3,22             | 682 (2021)                        | 212                |
| Saint-Loup-de-Fribois  | 14608      | Friboisiens             | 3,47             | 180 (2021)                        | 52                 |
| Vieux-Fumé             | 14749      | Fuméens                 | 6,69             | 513 (2021)                        | 77                 |

## Compétences

### Obligatoires
- Aménagement de l'espace
  - Plans locaux d'urbanisme
  - Schéma de cohérence territoriale (SCOT)
  - Schéma de secteur
- Développement et aménagement économique
  - Création, aménagement, entretien et gestion de zones d'activité industrielle, commerciale, tertiaire, artisanale ou touristique
  - Tourisme

### Optionnelles
- Développement et aménagement social et culturel
  - Activités périscolaires
  - Établissements scolaires
  - Transport scolaire
- Environnement
  - Collecte et traitement des déchets des ménages et déchets assimilés
  - Protection et mise en valeur de l'environnement
- Logement et habitat - Programme local de l'habitat
- Voirie - Création, aménagement, entretien de la voirie

## Administration
| Période       | Période       | Identité             | Étiquette | Qualité                                      |
| ------------- | ------------- | -------------------- | --------- | -------------------------------------------- |
| décembre 2001 | décembre 2014 | François Aubey       | PS        | Maire de Mézidon-Canon, sénateur (2014-2015) |
| décembre 2014 | décembre 2016 | Jean-Claude Riguidel |           | Adjoint au maire du Mesnil-Mauger            |